# Sachsenkniffel
Sachsenkniffel ist ein Würfelspiel. Es erinnert lediglich dem Namen nach an Kniffel.

## Vorbereitung
Jedem Spieler wird ein Spielfeld zugewiesen. Das Spielfeld hat sechs Spalten und zwölf Reihen. Das erste Feld geht an den Spieler, der links vom Schreiber sitzt. Die Vergabe geht dann im Uhrzeigersinn weiter.

## Spielregeln
Die Spieler würfeln reihum, wobei jeder Spieler pro Runde zunächst maximal drei Würfe durchführen darf. Es gibt sechs Würfel mit den Augenzahlen 1 bis 6. Ziel des Spiels ist es, als erster je sechsmal die Zahlen von 1 bis 12 vollständig erwürfelt zu haben. Der Spielstand wird für jeden Spieler in seinem Spielfeld festgehalten, in die für jede Zahl ein Kreuz eingetragen wird. Ab der Zahl 7 wird die Augenzahl von genau zwei Würfeln summiert.
Der Spieler muss zunächst immer mit allen Würfeln spielen, sich allerdings nach einem seiner drei Würfe (nach welchem, bleibt ihm freigestellt) auf eine bestimmte Zahl festlegen. Dazu schiebt er die Würfel, mit denen er diese Zahl bereits erzielt hat, beiseite und würfelt (sofern er noch Würfe übrig hat) mit den verbleibenden weiter. Wenn die gleiche Zahl dann mit anderen Würfeln nochmals erzielt wurde, werden auch diese beiseitegelegt und ggf. im nächsten Wurf nicht mehr verwendet. Wenn man sich für eine Zahl entschieden hat, ist diese Entscheidung für die jeweilige Runde endgültig.
Sind für die gewünschte Zahl alle Würfel einer Runde (oder bereits eines einzigen Wurfs) brauchbar oder ist diese Zahl nach der Runde oder dem Wurf sechsmal erzielt worden und somit nicht mehr nötig, so ist der Spieler nochmals für drei Würfe an der Reihe. Es spielt, wenn man die Zahl nach dem Wurf nicht mehr benötigt, keine Rolle, ob man die Zahl nicht so oft braucht, wie sie verfügbar ist.
Sind zwei oder mehrere Spieler in derselben Runde fertig, so entscheidet der Nachwurf mit zwei Würfeln; die höhere Augenzahl gewinnt. Der Nachwurf kann mehrmals nötig sein, wenn gleiche Augenzahlen auftreten. Bei mehr als zwei Spielern würfeln allerdings nur diejenigen nochmals, die gleichstehen.

## Varianten
- Der Nachwurf wird nur mit einem Würfel durchgeführt.
- Wenn sich der Spieler auf eine Zahl festlegt, aber mit den verbliebenen Würfeln diese Zahl nicht mehr erwürfelt, verfällt die Runde; der Spieler hat „gekniffen“.